# Sumatrautter
Sumatrautter (Lutra sumatrana) är en däggdjursart som först beskrevs av Gray 1865.  Lutra sumatrana ingår i släktet Lutra, och familjen mårddjur. Inga underarter finns listade.

## Utseende
Vuxna individer når en kroppslängd (huvud och bål) av 50 till 82 cm, en svanslängd av 35 till 40 cm och en vikt av ungefär 7 kg. Liksom flera andra rovdjur har arten tjock slemhinna kring näsborrarna. Kännetecknande för sumatrauttern är att den nedre delen av denna slemhinna är täckt av kort päls. Annars har arten tät mörkbrun päls på ovansidan, ibland med röd skugga, samt lite ljusare päls på undersidan. Ett större gulvitt område sträcker sig från övre läppen över hakan till strupen. Liksom andra uttrar har arten en strömlinjeformig kropp, långa morrhår, simhud mellan tårna och kraftiga klor. Svansen blir från bålen till slutet spetsigare.

## Utbredning
Trots namnet förekommer sumatrauttern inte bara på Sumatra. Den har flera från varandra skilda populationer från norra Myanmar över Vietnam, Kambodja och Malackahalvön till Borneo, Sumatra och mindre öar i regionen. Arten vistas i låglandet och i låga delar av bergstrakter upp till 300 meter över havet. Sumatrauttern lever i träskmarker och mangrove samt intill vattendrag i andra habitat.

## Ekologi
Individerna är vanligen aktiva på morgonen och på kvällen. Arten fotograferades även med kamarafällor under natten. Fiskar är sumatrautterns huvudbyten och den äter även några vattenlevande ormar. Sällan kompletteras födan med grodor, krabbor, sköldpaddor, mindre däggdjur och insekter. Enligt en studie från 2007 jagar arten främst blå gurami (Trichopodus trichopterus), klätterfisk (Anabas testudineus) och asiatiska ormhuvudsfiskar, Channa sp.
Ett föräldrapar och deras ungar lever en längre tid tillsammans men annars antas individerna vara ensamlevande. Liksom hos andra mårddjur markeras reviret med körtelvätska, urin och avföring. Efter parningen är honan cirka två månader dräktig och sedan föds mellan december och februari en kull.
Sumatrauttern faller i vattnet själv offer för siamesisk krokodil (Crocodylus siamensis) och för pytonormar. På land dödas den ibland av gråhövdad fiskörn (Ichthyophaga ichthyaetus) och av hundar.

## Status
Det största hotet mot arten är habitatförstöringen genom torrläggning av våtmarker. Under sommaren är bränder inte ovanliga. Trots förbud jagas arten för köttets, pälsens och andra kroppsdelars skull som ska ha läkande egenskaper.
För att bevara arten är den hos CITES upptagen i appendix II. I Vietnam inrättades U Minh Ha nationalpark och U Minh Thuong nationalpark men de är troligen för små och kan inte förbättra situationen nämnvärd. IUCN kategoriserar arten globalt som starkt hotad.